# Telothyria recondita
Telothyria recondita är en tvåvingeart som först beskrevs av Wulp 1890.  Telothyria recondita ingår i släktet Telothyria och familjen parasitflugor. Inga underarter finns listade i Catalogue of Life.